# Alto en la torre
Alto en la torre es el primer y único EP que publicó Sui Generis en su trayectoria. Este trabajo fue editado después del lanzamiento de su tercer disco, Pequeñas anécdotas sobre las instituciones. Contiene cuatro canciones: tres de ellas habían sido grabadas en cada uno de los tres discos que editaron, más una canción nueva: "Alto en la torre".
Las canciones "Alto en la torre" y "Tango en segunda" sufrieron modificaciones y censuras, tal como había pasado con las canciones del álbum Pequeñas anécdotas sobre las instituciones.

## Lista de canciones
Todas las canciones escritas y compuestas por García. 
| Alto en la torre |                           |          |  |
| N.º              | Título                    | Duración |  |
| 1.               | «Quizás porque»           | 2:16     |  |
| 2.               | «Alto en la torre»        | 4:48     |  |
| 3.               | «Tango en segunda»        | 3:33     |  |
| 4.               | «Confesiones de invierno» | 4:06     |  |
| 14:43            |                           |          |  |

## Créditos
- Charly García: piano acústico, sintetizador monofónico Minimoog, piano Rhodes, guitarra acústica y voz
- Nito Mestre: voz, guitarra acústica y flauta traversa
- Rinaldo Rafanelli: bajo eléctrico
- Juan Rodríguez: batería